# ابزارآلات و یراق‌فروشی

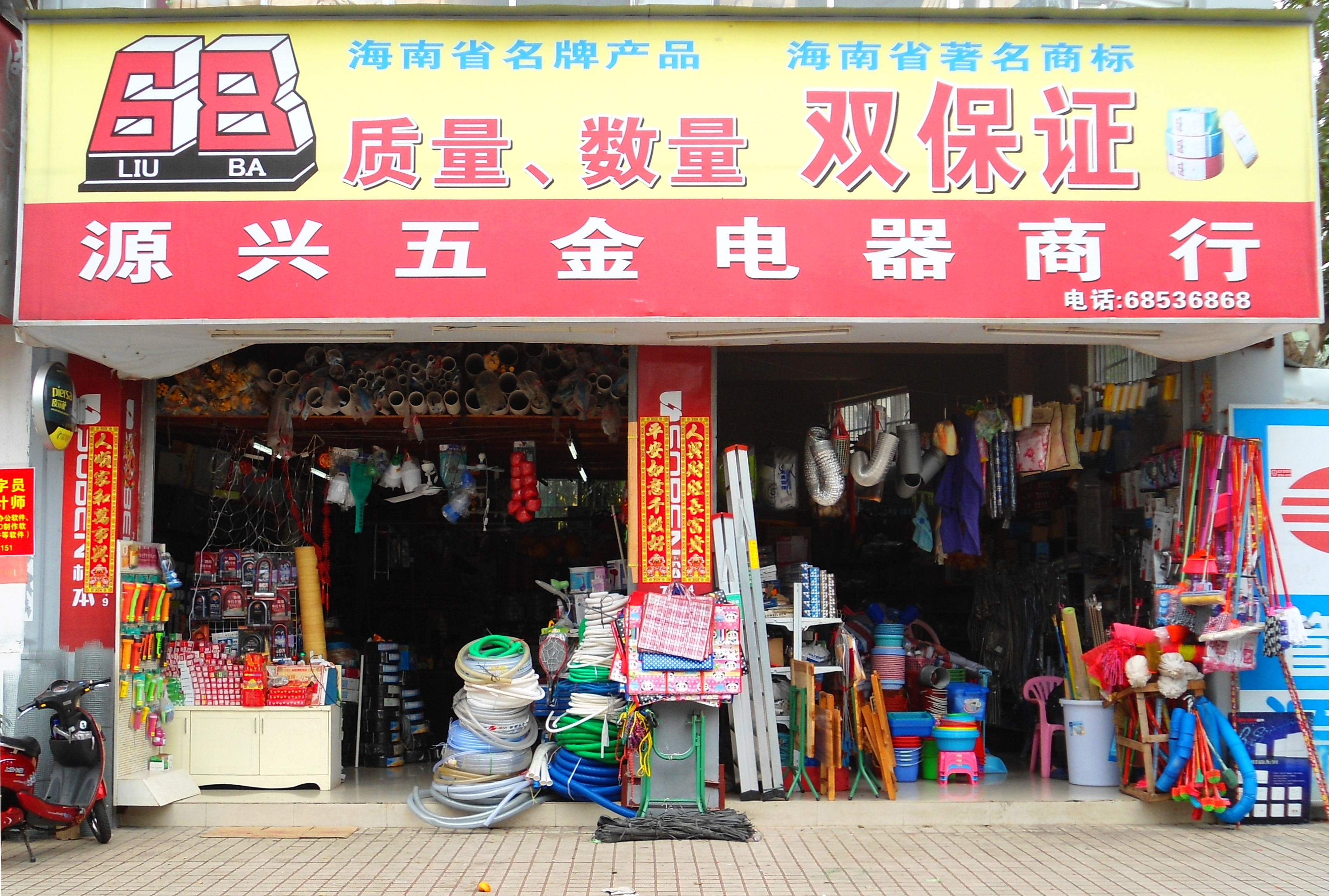
یک فروشگاه ابزارآلات و یراق در چین

فروشگاه ابزارآلات و یراق فروشگاهی است که ابزارها و وسایل اصلی و مهم تاسیساتی و تعمیری خانه یا کارگاه‌ها را می‌فروشد. زنجیر، تجهیزات لوله‌کشی، انواع لولا، کلید ، قفل، میخ، انواع چسب‌ها، وسایل اندازه‌گیری، وسایل نقاشی و انواع قلمو و رنگ و غیره در این خرده‌فروشی‌ها فروخته می‌شود.